# Variations
Variations (с англ. — «Вариации») — студийный альбом в стиле классический кроссовер, вышедший в 1978 году. Музыка к альбому была написана композитором Эндрю Ллойдом Уэббером и исполнена его младшим братом Джулианом Ллойдом Уэббером. Братья всегда были очень близки, но их слишком разные творческие пути (композитор рок-мюзиклов и классический виолончелист) делали маловероятным их сотрудничество. Однажды Джулиан заключил с братом пари, что если футбольная команда «Лейтон Ориент» (фанатами которой они оба являются) не вылетит из 2 лиги, Эндрю напишет для него произведение для виолончели. В итоге выиграл Джулиан и Эндрю начал работу. В качестве темы он выбрал «Каприс № 24» Никколо Паганини и добавил 23 вариации для виолончели и рок-группы. Премьера состоялась в 1977 году на Сидмонтонском Фестивале в исполнении Джулиана и группы «Colosseum II», состоящей из Гэри Мура, Джона Хайзмена и Дона Эйри, а также при участии Барбары Томпсон и Рода Арджента. Чуть позже, произведение было переделано и записано в 1978 году, впоследствии, поднявшись на 2 место в британских чартах. Для обложки альбома была использована картина Филиппа Мерсье «Фредерик, принц Уэльский и его сёстры».

## Адаптации
Музыка из произведения была полностью перенесена во второй акт мюзикла «Песня и танец», для которого гитарист и композитор Дэвид Каллен сделал аранжировку для виолончели с оркестром. Вступительные и заключительные вариации были переписаны для виолончели и фортепиано, последние из которых Джулиан довольно часто использует для выходов на бис, а в заключение выдаёт забавное глиссандо до нижней ля (намеренно расстраивая средние струны).
Вступительная тема использовалась в качестве музыкальной темы к «The South Bank Show» (1978—2010). Мелодия «Variation 5» была взята из заглавной песни первого мюзикла Ллойда Уэббера и Тима Райса — «Такие, как мы» 1965 года (был поставлен только в 2005 году), и, впоследствии, была также использована Ллойдом Уэббером при написании, ставшей популярной, песни «Unexpected Song» со словами Дона Блэка. «Variation 19» использовалась в качестве музыкальной темы к британской детской передаче «The Book Tower» (ведущий — актёр Том Бейкер, игравший Четвёртого Доктора в сериале «Доктор Кто»). В мюзикле Ллойда Уэббера «Школа рока», являющегося адаптацией фильма 2003 года, «Вариации» звучат во время игры Дьюи Финна и Неда Шнибли в «Guitar Hero». Кроме того, припев музыкального номера «Stick it to the Man» из этого же мюзикла основан на «Variation 14».

## Список композиций
1. «Introduction»
2. «Theme (Paganini Caprice in A minor No. 24) and Variations 1-4»
3. «Variations 5 and 6»
4. «Variation 7»
5. «Variation 8»
6. «Variation 9»
7. «Variation 10»
8. «Variations 11-15 (including the Tributes)»
9. «Variation 16»
10. «Variations 14-15 Varied»
11. «Variation 17»
12. «Variation 18»
13. «Variations 19, 20 and 6 Varied»
14. «Variations 21 and 22»
15. «Variation 23»

## Участники записи
Оригинальная рок-версия
- Джулиан Ллойд Уэббер — виолончель

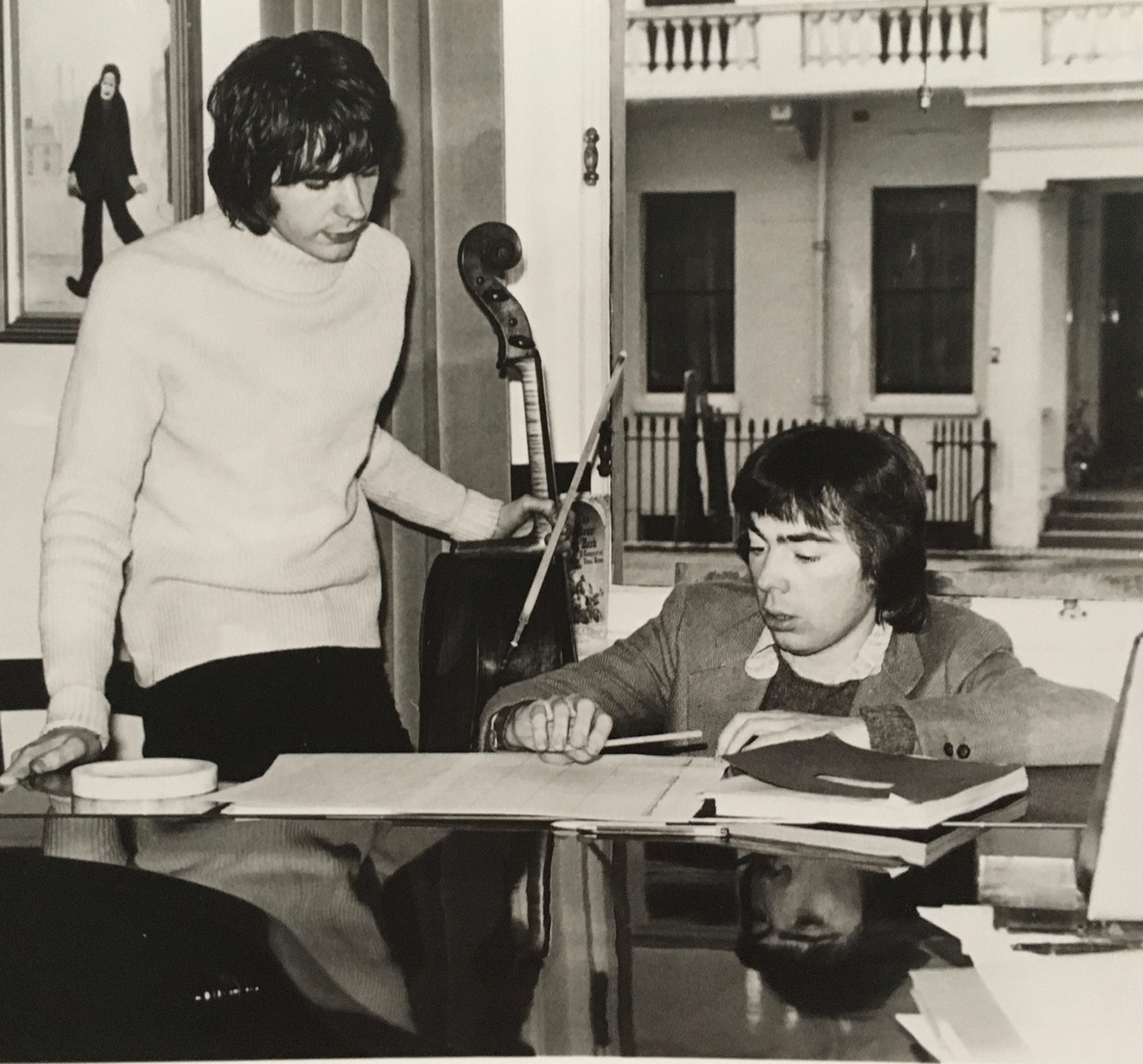
Братья Джулиан и Эндрю Ллойд Уэббер, работающие над альбомом «Variations» в 1977 г.

- Гэри Мур — электрогитара Gibson Les Paul, 12-струнная электрогитара Rickenbacker, электрогитара Fender Stratocaster, акустическая гитара Guild
- Род Арджент — рояль, синтезаторы (Minimoog, Roland RS-202, Yamaha CS-80)
- Дон Эйри — рояль, синтезаторы (ARP Odyssey, Minimoog, Solina String Ensemble), родес-пиано
- Барбара Томпсон — флейта, альтовая флейта, альтовый и теноровый саксофоны
- Джон Моль — бас-гитара Fender Precision Bass, безладовая бас-гитара Hayman
- Джон Хайзмен — ударная установка Arbiter Auto-Tune, тарелки и гонги Paiste, перкуссия

Также в записи принимали участие:
- Эндрю Ллойд Уэббер — синтезатор
- Дэйв Кэддик — фортепиано
- Билл Ле Сейдж — вибрафон
- Херби Флауэрс — бас-гитара
- Фил Коллинз — барабаны, перкуссия

Оркестровая версия
- Джулиан Ллойд Уэббер — виолончель
- Лорин Маазель — дирижёр
- Лондонский филармонический оркестр